# Oberhessisches Museum

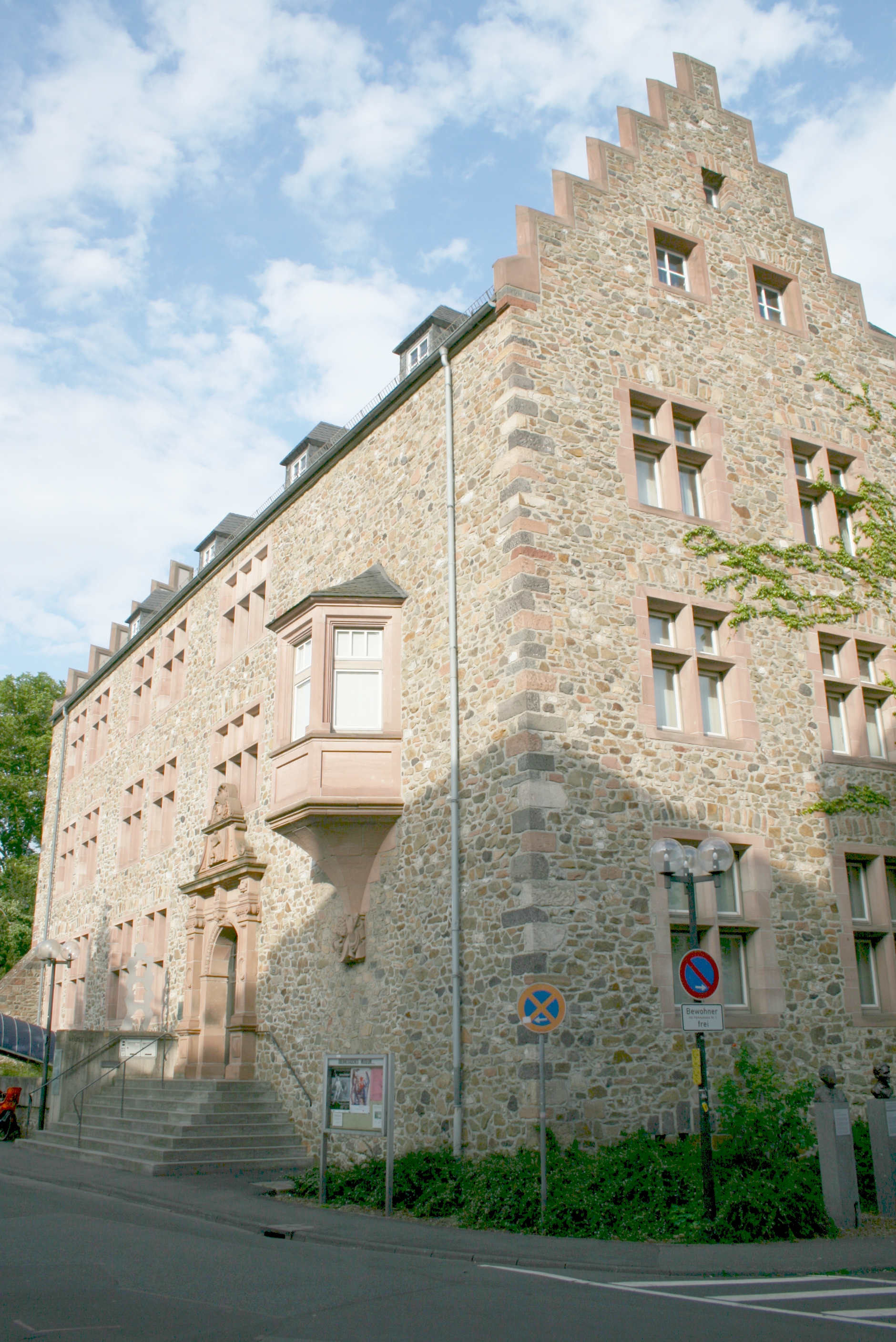
Oberhessisches Museum im Alten Schloss (2007)

Das Museum für Gießen (gegründet als Oberhessisches Museum) ist ein Universalmuseum in der mittelhessischen Stadt Gießen. Das Museum ist im Alten Schloss Gießen, dem Wallenfels’schen Haus und dem Leib’schen Haus untergebracht. Trägerin ist die Stadt Gießen.

## Geschichte
Das Alte Schloss Gießen wurde um 1330 unter Landgraf Heinrich II. zur Verstärkung der mittelalterlichen Stadtbefestigung errichtet. Im Laufe der Jahrhunderte diente es als landgräfliche Residenz, Stadt- und Festungskommandantur, Kanzlei, Polizeiquartier, Kaserne und Lagerhaus. 1893 schenkte Großherzog Ernst Ludwig von Hessen und bei Rhein das in seinem Privatbesitz befindliche Alte Schloss der Stadt, die sich ihrerseits verpflichten musste, das mittlerweile verfallene Gebäude zu sanieren und als Museum zu nutzen. 1905 konnte das sanierte Gebäude der Öffentlichkeit zugänglich gemacht sowie die Sammlungen des Oberhessischen Vereins für Localgeschichte zusammen mit den Gail’schen Sammlungen – eine Stiftung von „Altertümern und Gegenständen der Völkerkunde“ des Industriellen Wilhelm Gail (1854–1925) – gezeigt werden. Neben den neuen Museumsräumen erhielt Großherzog Ernst Ludwig eine von Gießener Bürgern gestiftete Wohnung im Alten Schloss, die der Landesherr als repräsentatives Absteigequartier nutzte. Für die Pläne und die Ausführung wurde der berühmte Jugendstilkünstler Joseph Maria Olbrich engagiert.
Erster Direktor des Museums war Karl Kramer (1850–1928), der ab 1896 die Sammlung des Geschichtsvereins und anschließend – bis zu seinem Tod – das Oberhessische Museum leitete. Erster hauptamtlicher Direktor wurde 1938 Herbert Krüger, der das Museum mit Unterbrechungen in den Jahren 1942 und 1948 dreißig Jahre lang führte. Das Alte Schloss wurde bei Bombenangriffen im Dezember 1944 fast völlig zerstört und erst in den späten 1970er Jahren wieder aufgebaut. Von 1978 bis 2013 leitete der promovierte Kunsthistoriker Friedhelm Häring als Direktor das Museum, der seit 1991 in Personalunion auch Leiter des städtischen Kulturamtes war. In diese Zeit fielen die Errichtung der drei historischen Museumsgebäude sowie die umfangreiche Erweiterung der Sammlungen.
2013 wurde die Museumsgesellschaft Gießen – Verein zur Förderung des Oberhessischen Museums gegründet, die als gemeinnützig anerkannter Förderverein das Museum unterstützt.
Im November 2014 trat die aus Franken stammende Kunsthistorikerin Sabine Philipp die auf vier Jahre befristete Stelle der Museumsleitung an. Noch vor Vertragsende verließ sie das Museum, um im Januar 2018 die Leitung des Stadtmuseums am Markt in Wiesbaden zu übernehmen. Im November 2018 übernahm die Berliner Kunsthistorikerin Katharina Weick-Joch die Leitung des Museums.
Im Rahmen einer grundlegenden Überarbeitung des Museums, die Konzeption, Sammlungspräsentation und bauliche Ergänzungen beinhaltet, wurde 2024 nach kontroversen Diskussionen in der Stadt auch der Name in Museum für Gießen geändert, wobei dessen Abkürzung MfG ein Wortspiel mit der in geschäftlicher Korrespondenz üblichen Grußformel Mit freundlichen Grüßen darstellt, die ebenfalls häufig mit MfG abgekürzt wird.

## Sammlungen

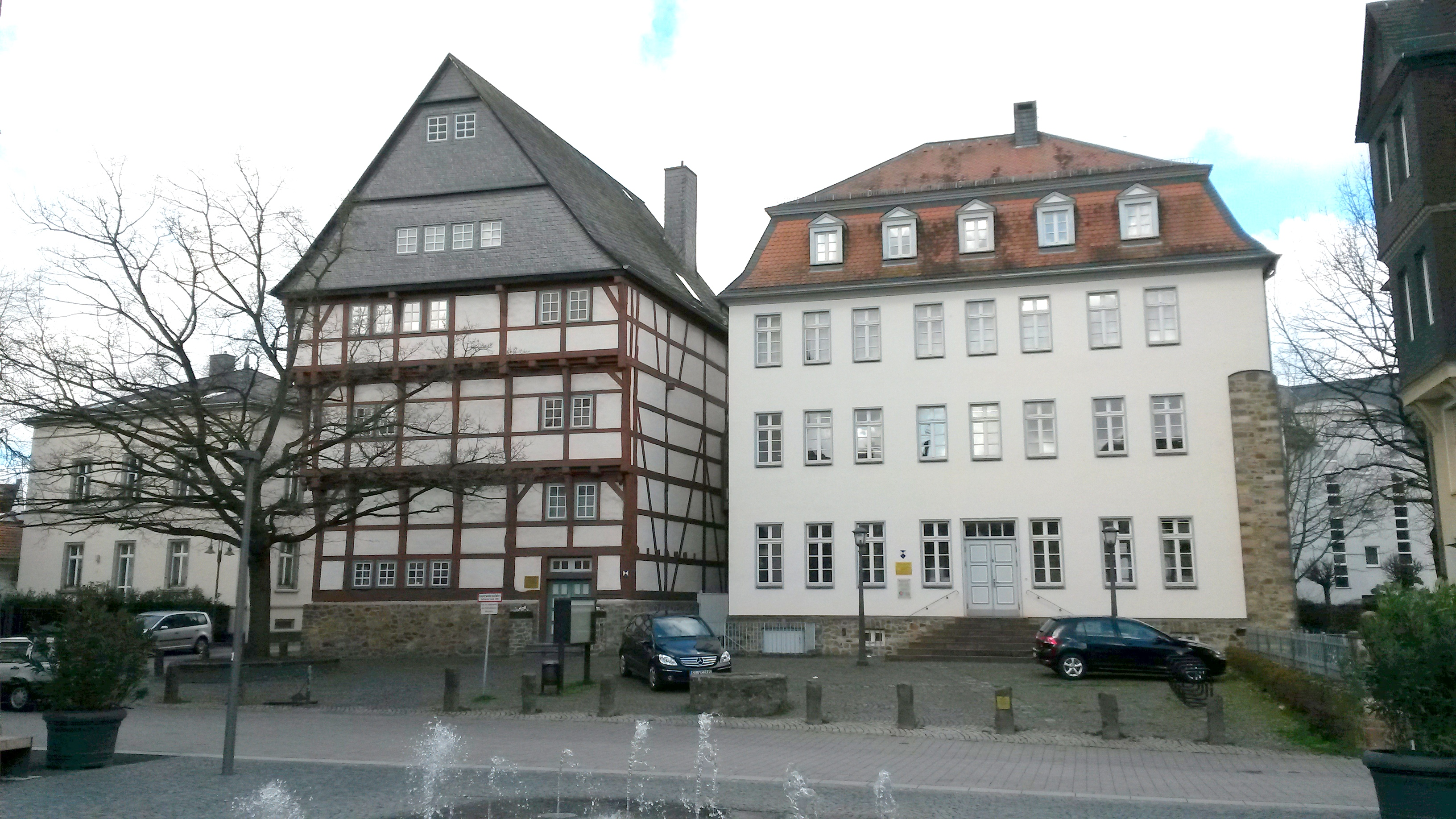
Leib’sche Haus und Wallenfels’sche Haus

1980 wurde ein Neubau eröffnet, der die äußere, historische Form des Schlosses wahrte, auf eine Rekonstruktion der Innenräume aber verzichtete. Seitdem beherbergt das Schloss die Gemäldegalerie und die kunsthandwerkliche Abteilung des Oberhessischen Museums, die „Gail’schen Sammlungen“, sowie die Verwaltung des Museums. Die Gemäldegalerie umfasst Werke vom Barock über Jugendstil bis zur Gegenwart. Der Schwerpunkt der Sammlung bilden Gemälde des 19. Jahrhunderts. Zu den vertretenen Malern gehören Carl Geist, Franz von Stuck, Carl Spitzweg und Heinrich von Zügel. Zu den neueren Gemälden gehören Werke der Gruppe Quadriga und der Gruppe ZEN 49.
Im Erdgeschoss befindet sich der nach Gießens israelischer Partnerstadt Netanja benannte Festsaal, der für Konzerte, Lesungen, Vorträge, Vernissagen und Tagungen genutzt wird. In einem Ausstellungssaal ebenfalls im Erdgeschoss werden wechselnde Ausstellungen zur zeitgenössischen Kunst und vereinzelt zu kulturhistorischen Themen gezeigt. Etwa 220 Ausstellungen fanden seit 1980 statt, bei denen Werke unter anderen von Conrad Felixmüller, Bernhard Jäger, Walter Stöhrer, Herlinde Koelbl, Barbara Heinisch und Elvira Bach zu sehen waren.
Das Leib’sche Haus ist ein 1350 erbautes viergeschossiges Fachwerkhaus. Das ehemalige Burgmannenhaus ist Rudiment einer Wasserburg der Grafen von Gleiberg aus dem Jahr 1152. Die einzelnen Abteilungen zeigen Ausstellungen zur Stadtgeschichte, Volkskunde, Bürgerliche Kulturgeschichte vom 18. bis frühen 20. Jahrhundert sowie die regionale Handwerks- und Industriegeschichte.
Das Wallenfels’sche Haus befindet sich direkt neben dem Leib’schen Haus und ist mit diesem baulich verbunden. Es beherbergt die Sammlung für Vor-, Frühgeschichte, Völkerkunde und Archäologie. Neben Funden aus Hessen werden in dem Museum auch Exponate aus dem Mittelmeerraum gezeigt. Hierbei handelt es sich um Leihgaben des Archäologischen Instituts der Justus-Liebig-Universität Gießen. Ebenfalls im Wallenfels’schen Haus befindet sich eine große Sammlung zur tibetischen Kultur, welche ein tibetisches Sandmandala einschließt.

## Ausstellungen
- 2017: NaturBilder. Der Maler Otto Ubbelohde. Begleitheft